# Решкань (Денешть, Васлуй)
Решкань, Решкані (рум. Rășcani) — село у повіті Васлуй в Румунії. Входить до складу комуни Денешть.
Село розташоване на відстані 294 км на північний схід від Бухареста, 25 км на північ від Васлуя, 33 км на південь від Ясс.

## Населення
За даними перепису населення 2002 року у селі проживали 79 осіб, усі — румуни. Усі жителі села рідною мовою назвали румунську.